# Yukihiro Miyamoto
Yukihiro Miyamoto (宮本 幸裕 Miyamoto Yukihiro?), ocasionalmente apodado Otokomatsuri, es un director de anime japonés. Comenzó en el estudio de animación Vega Entertainment y luego se unió a Shaft. Es mejor conocido por dirigir Puella Magi Madoka Magica y su posterior trilogía cinematográfica junto a Akiyuki Shinbo, esta última trilogía que posteriormente recaudó 2 mil millones de yenes, convirtiéndola en un éxito de taquilla.

## Carrera
Miyamoto se unió a la industria del anime en 2002 como gerente de producción y asistente de dirección de episodios para Vega Entertainment en su adaptación de la serie manga Gun Frontier de Leiji Matsumoto. En 2003 y 2004, debutó como director de episodios y guionista gráfico con F-Zero: GP Legend, y comenzó a subcontratar trabajo con Vega para Madhouse en 2004. Durante los siguientes 3 años, trabajó en Madhouse, sobre todo como director de episodios de Monster, y luego, en 2006, se unió al estudio Shaft. En Shaft, rápidamente se convirtió en un director destacado junto a Akiyuki Shinbo, Shin Ōnuma y Tatsuya Oishi. En 2008, debutó en una serie como director jefe de unidad con (Zoku) Sayonara Zetsubō Sensei junto a Shinbo. En los años siguientes, Miyamoto dirigió varias series más con Shinbo, y en 2011 dirigieron Puella Magi Madoka Magica, que se convirtió en un éxito de crítica y, junto con Bakemonogatari, se considera una de las series que llevó al estudio al centro de atención. Posteriormente, a Miyamoto se le asignó la tarea de dirigir la trilogía cinematográfica de la serie, con Shinbo actuando como director en jefe de las películas. En 2018, se anunció que el juego móvil derivado Magia Record recibiría una adaptación por parte del estudio; al año siguiente, se anunció que Miyamoto se desempeñaría como asistente de dirección y director junto a los directores de Shaft Kenjirō Okada, Midori Yoshizawa, Doroinu de Gekidan Inu Curry, con Shinbo como supervisor de animación en el proyecto.

### Estilo
Miyamoto se describió a sí mismo como un "hereje" en Shaft: alguien que, en una compañía de muchos directores diferentes, sólo es bueno haciendo "trabajos sencillos" y no es particularmente original o creativo. Shinbo describió a Miyamoto de manera similar, pero dijo que era más como un artesano profesional que deja su huella en lugares que no se pueden ver. Debido a esto, Shinbo ha dicho que Miyamoto es un director cuyo trabajo muchas veces supera sus expectativas. Al propio Shinbo le gusta cortar el espacio entre los diálogos cuando los personajes hablan, aunque mencionó que Miyamoto parece cortar las pausas del diálogo más que Shinbo hasta el punto de que el silencio entre los personajes que hablan es cercano a cero. Miyamoto dijo que es como personajes que ya han comenzado a pensar en una respuesta a la persona que está hablando activamente y, por lo tanto, comienzan a hablar directamente después de que la persona ha dejado de hablar o interrumpen su discurso por completo.

## Vida personal
Miyamoto está casado y tiene un hijo que nació cerca del final de la producción de la trilogía Kizumonogatari. Cuando su esposa estaba de parto, Miyamoto estaba en el hospital y siguió enviando mensajes de texto a los productores y al personal de Shaft sobre la película; y el director, Tatsuya Oishi, bromeó diciendo que Miyamoto debería llamarlos "Nekketsu" (por la segunda película de la trilogía, de la que Miyamoto estaba a cargo como director de unidad).

## Trabajos

### Anime

#### Series de televisión
Destaca papeles con funciones de dirección de series.
     Destaca papeles con funciones de asistente de dirección o supervisión.
| Año  | Título                                                                      | Director(es)                                 | Estudio            | Funciones | Refs.                                     |
| ---- | --------------------------------------------------------------------------- | -------------------------------------------- | ------------------ | --- | ----------------------------------------- |
| 2002 | Gun Frontier                                                                | Sōichirō Zen                                 | Vega Entertainment | Director de episodios asistente (#9, 11-13) Asistente de producción (#8)                                                                   | [ 5 ] [ 6 ]                               |
| 2002 | Fortune Dogs                                                                | Hiroshi Saitō                                | Vega Entertainment | Director de episodios asistente | [ 17 ]                                    |
| 2003 | Wagamama Fairy Mirmo de Pon!                                                | Ken'ichi Kasai                               | Studio Hibari      | Director de episodio (#77) | [ 18 ]                                    |
| 2003 | Submarine Super 99                                                          | Hiromichi Matano                             | Vega Entertainment | Director de episodios asistente | [ 19 ]                                    |
| 2003 | F-Zero: GP Legend                                                           | Ami Tomobuki                                 | Ashi Productions   | Director de episodios (#6, 14, 18, 27, 43, 50) Guionista gráfico (#18, 27)                                                                 | [ 7 ] [ 20 ]                              |
| 2004 | Tenjō Tenge                                                                 | Toshifumi Kawase                             | Madhouse           | Director de episodio (#5) | [ 21 ]                                    |
| 2004 | Monster                                                                     | Masayuki Kojima                              | Madhouse           | Director de episodios (#16, 22, 28, 34, 40, 48, 54, 60, 68) Guionista gráfico (#40, 54)                                                    | [ 8 ] [ 22 ]                              |
| 2006 | Kiba                                                                        | Hiroshi Kōjina                               | Madhouse           | Director de episodios (#3, 6) Guionista gráfico (#6)                                                                                       | [ 23 ] [ 24 ]                             |
| 2006 | Negima!?                                                                    | Shin Ōnuma Akiyuki Shinbo                    | Shaft              | Director de episodios (#2, 7, 10, 17, 21, 23)                                                                                              | [ 25 ]                                    |
| 2007 | Sayonara Zetsubō Sensei                                                     | Akiyuki Shinbo                               | Shaft              | Director de episodios (#1, 8, 10) Animación extra (#2) Director de animación extra (#8, 10) Director de apertura (#10–11) Asistencia (#ED) | [ 26 ] [ 27 ] [ 28 ] [ 29 ] [ 30 ]        |
| 2007 | Night Wizard!                                                               | Yūsuke Yamamoto                              | Hal Film Maker     | Director de episodio (#4) | [ 31 ]                                    |
| 2008 | (Zoku) Sayonara Zetsubō Sensei                                              | Akiyuki Shinbo Yukihiro Miyamoto             | Shaft              | Director jefe de unidad Director de episodios (#1, 11, 13; OP 1–6, 8–10, 12–13, ED 1–3) Guionista gráfico (#1, 13)                         | [ 9 ] [ 32 ] [ 33 ] [ 34 ] [ 35 ]         |
| 2008 | Hidamari Sketch x 365                                                       | Akiyuki Shinbo                               | Shaft              | Director de episodio asistente (#3) | [ 36 ]                                    |
| 2009 | Maria Holic                                                                 | Akiyuki Shinbo Yukihiro Miyamoto             | Shaft              | Director de la serie Director de episodios (#1, 8, 12)                                                                                     | [ 37 ] [ 38 ]                             |
| 2009 | Bakemonogatari                                                              | Akiyuki Shinbo Tatsuya Oishi                 | Shaft              | Director de episodio (#1) | [ 39 ]                                    |
| 2009 | (Zan) Sayonara Zetsubō Sensei                                               | Akiyuki Shinbo Yukihiro Miyamoto             | Shaft              | Director jefe de unidad Director de episodios (#1–6, 9–10, 12–13; OP)                                                                      | [ 40 ] [ 41 ] [ 42 ]                      |
| 2010 | Hidamari Sketch x Hoshimittsu                                               | Akiyuki Shinbo Ken'ichi Ishikura             | Shaft              | Director de episodios (#1-2) Director de unidad (#OP)                                                                                      | [ 43 ] [ 44 ]                             |
| 2010 | Arakawa Under the Bridge                                                    | Akiyuki Shinbo Yukihiro Miyamoto             | Shaft              | Director de la serie Director de episodio (#1)                                                                                             | [ 45 ] [ 46 ]                             |
| 2010 | Arakawa Under the Bridge × Bridge                                           | Akiyuki Shinbo Yukihiro Miyamoto             | Shaft              | Director de la serie Director de episodio (#1)                                                                                             | [ 45 ] [ 47 ]                             |
| 2011 | Puella Magi Madoka Magica                                                   | Akiyuki Shinbo Yukihiro Miyamoto             | Shaft              | Director de la serie Director de episodios (#1, 12) Director de unidad asistente (#OP)                                                     | [ 10 ] [ 48 ] [ 49 ]                      |
| 2011 | Denpa Onna to Seishun Otoko                                                 | Akiyuki Shinbo Yukihiro Miyamoto             | Shaft              | Director de la serie Director de episodio (#12) Director de unidad (#OP)                                                                   | [ 50 ] [ 51 ]                             |
| 2012 | Nisemonogatari                                                              | Akiyuki Shinbo Tomoyuki Itamura              | Shaft              | Director de episodios (#3, 9) Director de unidad asistente (#ED)                                                                           | [ 52 ]                                    |
| 2012 | Hidamari Sketch x Honeycomb                                                 | Akiyuki Shinbo Yūki Yase                     | Shaft              | Director de episodio (#9) | [ 53 ]                                    |
| 2012 | Nekomonogatari: Kuro                                                        | Akiyuki Shinbo Tomoyuki Itamura              | Shaft              | Animación de cierre | [ 54 ]                                    |
| 2013 | Monogatari Series Second Season                                             | Akiyuki Shinbo Tomoyuki Itamura              | Shaft              | Director de episodios (#11, 16, 24) Animación de cierre (#ED 1, 3–4)                                                                       | [ 55 ]                                    |
| 2014 | Nisekoi                                                                     | Akiyuki Shinbo Naoyuki Tatsuwa               | Shaft              | Director de episodio (#7) | [ 56 ]                                    |
| 2014 | Mekakucity Actors                                                           | Akiyuki Shinbo Yūki Yase                     | Shaft              | Director de episodio (#2) Director de episodio asistente (#12)                                                                             | [ 57 ] [ 58 ]                             |
| 2014 | Hanamonogatari                                                              | Akiyuki Shinbo Tomoyuki Itamura              | Shaft              | Director de episodio (#2) | [ 59 ]                                    |
| 2014 | Tsukimonogatari                                                             | Akiyuki Shinbo Tomoyuki Itamura              | Shaft              | Director de episodio (#1) | [ 60 ]                                    |
| 2015 | Kōfuku Graffiti                                                             | Akiyuki Shinbo Naoyuki Tatsuwa               | Shaft              | Director de episodios (#1, 9) | [ 61 ] [ 62 ]                             |
| 2015 | Nisekoi:                                                                    | Akiyuki Shinbo Yukihiro Miyamoto             | Shaft              | Director de episodios (#1; OP 2) Director jefe de unidad                                                                                   | [ 63 ] [ 64 ] [ 65 ]                      |
| 2015 | Owarimonogatari                                                             | Akiyuki Shinbo Tomoyuki Itamura              | Shaft              | Director de unidad (#OP 1) | [ 66 ]                                    |
| 2016 | Sangatsu no Lion                                                            | Akiyuki Shinbo Kenjirō Okada                 | Shaft              | Director de episodios (#10, 14, 21) | [ 67 ]                                    |
| 2018 | Fate/Extra Last Encore                                                      | Akiyuki Shinbo Yukihiro Miyamoto             | Shaft              | Director de la serie Director de episodios (#1, 4, 10, 12–13) Guionista gráfico (#1)                                                       | [ 68 ] [ 69 ] [ 70 ]                      |
| 2020 | Magia Record: Puella Magi Madoka Magica Side Story                          | Doroinu Yukihiro Miyamoto (#1, 11–13) Varios | Shaft              | Director (#1, 11–13) Director de episodios (#1, 6, 13) Guionista gráfico (#5, 13) Director asistente                                       | [ 71 ] [ 72 ] [ 73 ] [ 74 ] [ 75 ] [ 76 ] |
| 2020 | Assault Lily Bouquet                                                        | Shōji Saeki Hajime Ōtani                     | Shaft              | Director de episodio (#8) | [ 77 ]                                    |
| 2021 | Magia Record: Mahō Shōjo Madoka☆Magica Gaiden 2nd Season - Kakusei Zenya    | Doroinu Yukihiro Miyamoto                    | Shaft              | Director Director de episodios (#1, 7) Guionista gráfico (#2, 4, 7)                                                                        | [ 78 ] [ 79 ] [ 80 ]                      |
| 2021 | Bishōnen Tanteidan                                                          | Akiyuki Shinbo Hajime Ōtani                  | Shaft              | Director de unidad (#ED 2) | [ 81 ]                                    |
| 2022 | Magia Record: Mahō Shōjo Madoka☆Magica Side Story - Dawn of a Shallow Dream | Doroinu Yukihiro Miyamoto                    | Shaft              | Director Director de episodio (#4) Guionista gráfico (#2, 4)                                                                               | [ 82 ] [ 83 ] [ 84 ]                      |
| 2022 | RWBY: Hyousetsu Teikoku                                                     | Toshimasa Suzuki Kenjirō Okada               | Shaft              | Director de episodios (#6, 11) | [ 85 ]                                    |
| 2022 | Strike Witches                                                              | Shōji Saeki                                  | Shaft              | Director de episodio (#8) | [ 86 ]                                    |
| 2024 | Mashle                                                                      | Tomoya Tanaka                                | A-1 Pictures       | Director de episodio (#14) | [ 87 ]                                    |
| 2024 | Monogatari Series Off & Monster Season                                      | Akiyuki Shinbo Midori Yoshizawa              | Shaft              | Director de episodios (#1, 4-5) | [ 88 ]                                    |
| 2025 | Ninja to Koroshiya no Futarigurashi                                         | Yukihiro Miyamoto                            | Shaft              | Director | [ 89 ]                                    |

#### Películas
Destaca papeles con funciones de dirección de series.
| Año  | Título                                                   | Director(es)                     | Estudio | Funciones                   | Refs.         |
| ---- | -------------------------------------------------------- | -------------------------------- | ------- | --------------------------- | ------------- |
| 2012 | Mahō Shōjo Madoka★Magica Movie 1: Hajimari no Monogatari | Akiyuki Shinbo Yukihiro Miyamoto | Shaft   | Director Director de unidad | [ 12 ] [ 90 ] |
| 2012 | Mahō Shōjo Madoka★Magica Movie 2: Eien no Monogatari     | Akiyuki Shinbo Yukihiro Miyamoto | Shaft   | Director Director de unidad | [ 12 ] [ 91 ] |
| 2013 | Mahō Shōjo Madoka★Magica Movie 3: Hangyaku no Monogatari | Akiyuki Shinbo Yukihiro Miyamoto | Shaft   | Director Director de unidad | [ 12 ] [ 92 ] |
| 2016 | Kizumonogatari II: Nekketsu-hen                          | Akiyuki Shinbo Tatsuya Oishi     | Shaft   | Director de unidad          | [ 93 ]        |
| 2017 | Kizumonogatari III: Reiketsu-hen                         | Akiyuki Shinbo Tatsuya Oishi     | Shaft   | Director de unidad          | [ 94 ]        |
| 2017 | Uchiage Hanabi, Shita Kara Miru ka? Yoko Kara Miru ka?   | Akiyuki Shinbo Nobuyuki Takeuchi | Shaft   | Director de unidad          | [ 95 ]        |
| 2026 | Mahō Shōjo Madoka★Magica Movie 4: Walpurgis no Kaiten    | Akiyuki Shinbo Yukihiro Miyamoto | Shaft   | Director                    | [ 96 ]        |

#### ONAs
Destaca papeles con funciones de dirección de series.
| Año  | Título     | Director(es)   | Estudio                         | Funciones                 | Refs.  |
| ---- | ---------- | -------------- | ------------------------------- | ------------------------- | ------ |
| 2012 | Kid Icarus | Akiyuki Shinbo | Shaft Studio 4°C Production I.G | Director de episodio (#3) | [ 97 ] |

#### OVAs
Destaca papeles con funciones de dirección de series.
| Año  | Título                                                                             | Director(es)                          | Estudio               | Funciones                                                    | Refs.                   |
| ---- | ---------------------------------------------------------------------------------- | ------------------------------------- | --------------------- | ------------------------------------------------------------ | ----------------------- |
| 2008 | Mahō Sensei Negima!: Shiroki Tsubasa Ala Alba                                      | Akiyuki Shinbo Yukihiro Miyamoto (#2) | Shaft Studio Pastoral | Director (#2)                                                | [ 98 ]                  |
| 2008 | (Goku) Sayonara Zetsubō Sensei                                                     | Akiyuki Shinbo Yukihiro Miyamoto      | Shaft                 | Director Director de episodios (#1–2) Guionista gráfico (#2) | [ 99 ] [ 100 ] [ 101 ]  |
| 2009 | (Zan) Sayonara Zetsubō Sensei Bangaichi                                            | Akiyuki Shinbo Yukihiro Miyamoto      | Shaft                 | Director Director de episodios (#1–2) Guionista gráfico (#2) | [ 102 ] [ 103 ] [ 104 ] |
| 2012 | Denpa Onna to Seishun Otoko                                                        | Akiyuki Shinbo Yukihiro Miyamoto      | Shaft                 | Director de la serie                                         | [ 105 ]                 |
| 2014 | Okitegami Kyōko no Bibōroku x Monogatari                                           | Yukihiro Miyamoto                     | Shaft                 | Director                                                     | [ 106 ]                 |
| 2015 | Magical Suite Prism Nana I Want to Fulfill My Dreams!? Hope Advancing (First Half) | Yukihiro Miyamoto                     | Shaft                 | Director                                                     | [ 107 ]                 |
| 2015 | Puella Magi Madoka Magica: Concept Movie                                           | Akiyuki Shinbo                        | Shaft                 | Director de episodio Director de unidad                      | [ 108 ]                 |
| 2016 | Nisekoi: OVA                                                                       | Akiyuki Shinbo Yukihiro Miyamoto      | Shaft                 | Director de episodio (#1) Director jefe de unidad            | [ 109 ] [ 110 ]         |
| 2016 | Kakushigoto PV                                                                     | Yukihiro Miyamoto                     | Shaft                 | Director                                                     | [ 111 ]                 |
| 2021 | Assault Lily Fruits                                                                | Shōji Saeki                           | Shaft                 | Director de episodio (#4) Guionista gráfico (#4)             | [ 112 ]                 |
| 2022 | Bakemonogatari                                                                     | Akiyuki Shinbo                        | Shaft                 | Director de unidad                                           | [ 113 ]                 |

#### Especiales
Destaca papeles con funciones de dirección de series.
| Año  | Título                | Director(es)      | Estudio | Funciones                                                   | Refs.           |
| ---- | --------------------- | ----------------- | ------- | ----------------------------------------------------------- | --------------- |
| 2011 | Hidamari Sketch x SP  | Akiyuki Shinbo    | Shaft   | Director de episodio (#2) Director de unidad (#OP, ED)      | [ 114 ] [ 115 ] |
| 2023 | Go-Tōbun no Hanayome~ | Yukihiro Miyamoto | Shaft   | Director Director de episodio (#2) Director de unidad (#ED) | [ 116 ]         |

### Videojuegos
Destaca papeles con funciones de dirección de series.
| Año  | Título       | Director(es)                                                      | Estudio | Funciones                                                                      | Refs.           |
| ---- | ------------ | ----------------------------------------------------------------- | ------- | ------------------------------------------------------------------------------ | --------------- |
| 2016 | Fate/EXTELLA | Yukihiro Miyamoto                                                 | Shaft   | Director cinematográfico de apertura                                           | [ 117 ]         |
| 2017 | Magia Record | Seiya Numata Kenjirō Okada Hajime Ōtani Doroinu Yukihiro Miyamoto | Shaft   | Director de secuencia de transformación Director de escena y guionista gráfico | [ 118 ] [ 119 ] |